# Tanypus debilis
Tanypus debilis är en tvåvingeart som först beskrevs av Frederick Wollaston Hutton 1902.  Tanypus debilis ingår i släktet Tanypus och familjen fjädermyggor. Inga underarter finns listade i Catalogue of Life.